# 达尼埃莱·卢波

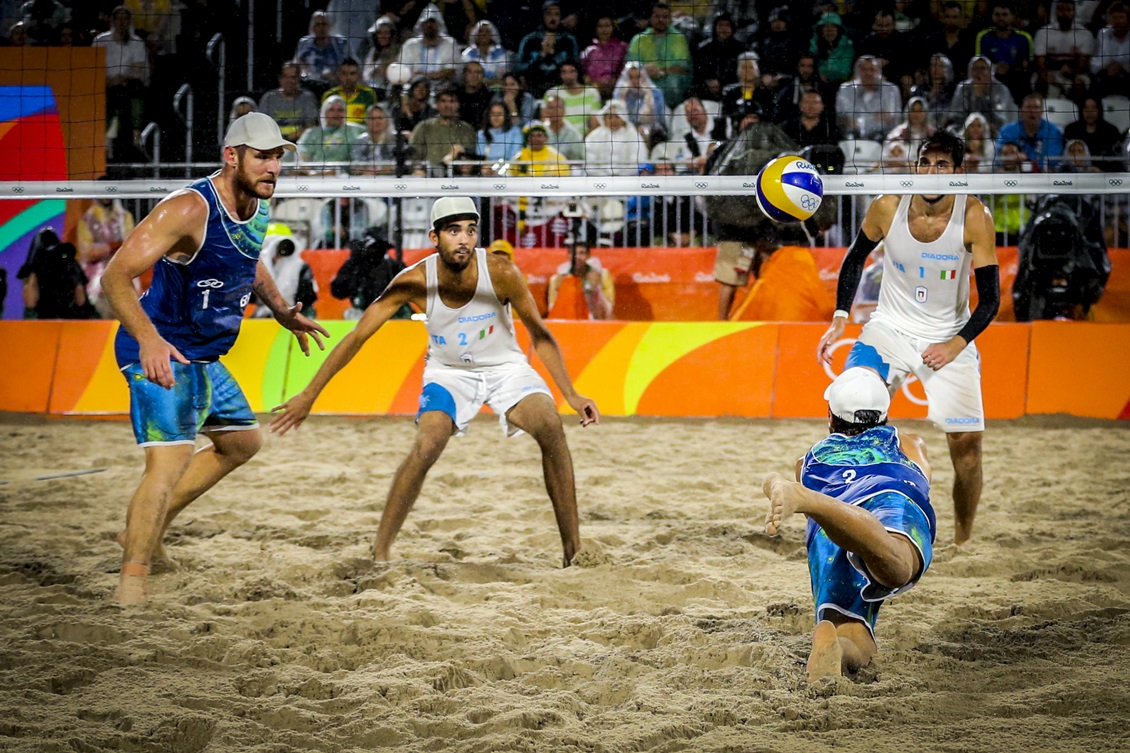
达尼埃莱·卢波

达尼埃莱·卢波（義大利語：Daniele Lupo，1991年5月6日—），意大利男子沙滩排球运动员。他曾代表意大利参加2012年、2016年和2020年夏季奥林匹克运动会沙滩排球比赛，获得一枚银牌。